# Cathédrale de Roda de Isábena
Cette  cathédrale n’est pas la seule cathédrale Saint-Vincent.
La cathédrale Saint-Vincent est une ancienne cathédrale catholique du diocèse de Roda, située dans la localité de Roda de Isábena, dans la municipalité d'Isábena, dans la communauté autonome d'Aragon, en Espagne.
Il s'agit d'une cathédrale romane, construite dès le XIe siècle, dans la plus petite localité du pays à accueillir une cathédrale. Elle est rattachée au diocèse de Barbastro-Monzón.